# Шяуляйська дієцезія

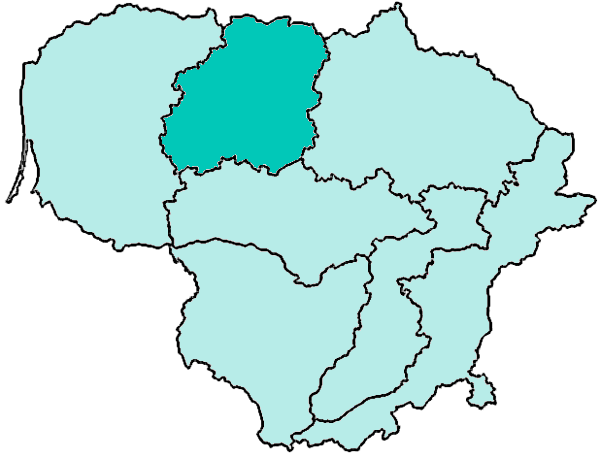
Шауляйська дієцезія

Шяуляйська дієцезія (лат. Dioecesis Siauliensis, лит. Šiaulių vyskupija) — одна з семи католицьких дієцезій латинського обряду в Литві з кафедрою в місті Шяуляй (Шяуляйський повіт, Литва). Входить до складу церковної провінції Каунаса. Є суфраганною дієцезією архідієцезії Каунаса. Латинська назва дієцезії — «Dioecesis Siauliensis». Кафедральним собором Шяуляйської дієцезії є церква Святих Петра і Павла.
Дієцезія заснована 28 травня 1997 року шляхом виділення території із Каунаської архідієцезії та Паневежиської і Тельшяйської дієцезій.
У Шяуляйській дієцезії неподалік від Шяуляя (12 кілометрів від міста по дорозі Вільнюс—Рига) розташована відома в Литві католицька святиня і місце паломництва Гора Хрестів.

## Ординарії дієцезії
- єпископ Еуґеніюс Бартуліс (28.05.1997 — 8.12.2024)
  - єпископ-коад'ютор Даріус Трійоніс (6.06.2024—8.12.2024)
- єпископ Даріус Трійоніс (з 8.12.2024)